# 1939年德國對波蘭的最後通牒

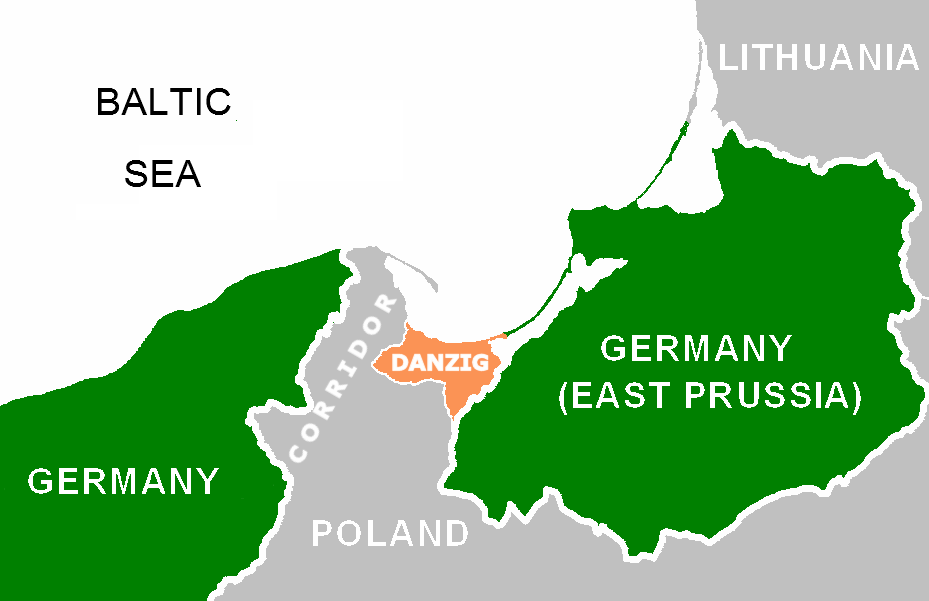
1923年至1939年的波蘭走廊

1939年德國對波蘭的最後通牒，是指納粹德國在1939年8月對波蘭發佈一份包含16項要求的和平提案，並在1939年8月31日由德國廣播電台播出。德國宣稱這些要求已經被波蘭拒絕，但這並不是事實。這份提案和同一天發生的對格萊維茨電台襲擊的襲擊一樣，都是為他們已經決定對波蘭的入侵找藉口。

## 背景
1939年8月23日，德國和蘇聯簽訂《德蘇互不侵犯條約》，但一份秘密的附加協議將東歐中部劃分為德國和蘇聯的勢力範圍。這就是德國在9月1日對波蘭發動戰爭的理由。蘇聯也在9月17日趁機佔領波蘭東部。
1939年8月29日，德國元首阿道夫·希特拉告訴英國大使內維爾·韓德森，他準備重新與波蘭進行談判，但要求波蘭派一個全權代表在24小時內趕趁柏林。波蘭和英國本來都有談判的意願。但因為希特拉的無理要求，英國政府故意拖延，等到期限過才把它送到華沙。8月31日晚上，德國外長約阿希姆·馮·里賓特洛甫把16項要求宣讀韓德森聽，卻不肯給他文件，違反所有外交慣例。由於沒有波蘭代表在席，這份通牒形同作廢。直到第二天中午，波蘭大使約瑟夫·利普斯基才出現在德國外交部，並尋求與里賓特洛甫會面。他等了五個小時才進去，結果被里賓特洛甫告知，他沒有希特拉要的談判資格，里賓特洛甫簡單地將他打發走，並告訴他會把這件事報告給 「元首」。就這樣，德波關係中斷。
而就在當日的廣播中，希特拉宣佈他已經在1939年9月1日對波蘭開戰。

## 16項要求
1. 由於其純粹的德國特質和其人口的一致意願，但澤自由市應立即歸還給德意志帝國。
2. 被稱為波蘭走廊的領土，也就是以波羅的海和從馬林韋德到格勞登茨、庫爾姆、布龍貝格（包括這些城鎮）的線為界，然後朝西向紹恩蘭克延伸的領土，應該由自己決定是否加入德意志帝國還是留在波蘭。
3. 為此，應在該領土舉行公投。所有在1918年1月1日或之前居住或出生在該地區的德國人，以及所有在該日或之前居住或出生在該地區的波蘭人、卡舒比人等，均有權投票。被驅逐出該領土的德國人應返回該地區登記投票。為了確保公正的公投，並保證公投的必要和廣泛之準備工作正確進行，應立即成立一個國際委員會，該委員會由四個大國，即意大利、蘇聯、法國和英國任命的成員組成，類似於與薩爾公投有關的委員會。該委員會應在該領土行使主權權利。為此，該領土應在商定的最短時間內撤離波蘭軍隊、波蘭警察和波蘭當局。
4. 波蘭定居點範圍內的波蘭格丁尼亞港不包括在該區域內，但原則上被承認為波蘭領土。
5. 為留出充足的時間進行公投的必要和廣泛之準備工作，該公投不得在十二個月的期限前舉行。
6. 為在該期間確保德國與東普魯士的通訊線路和波蘭通往海洋的通道不受限制，應選定某些道路和鐵路線，以便暢通的運輸。在此情況下，只能徵收維護通訊線路和進行運輸所必需的稅收。
7. 該領土的劃分應由投票的絕對多數決定。
8. 為在公投之後（無論結果如何）確保德國與但澤-東普魯士大區的無限制通訊，以及波蘭通往海洋的通道，如果該領土因公投結果歸還波蘭，德國應獲得一個從比如說比托到但澤或迪爾沙烏的境外交通區，用於建造德國汽車公路（帝國高速公路）和四軌鐵路。汽車公路和鐵路的建設應該以這樣的方式進行，即不影響波蘭的通訊線路，亦即是說，其應是架空或地下建築。該區域的寬度應為一公里，並應為德國領土。如果公投的結果對德國有利，波蘭應享有與德國相同的權利，建造一條境外的道路和鐵路連接，以確保其自由和無限制地通往其格丁尼亞港。
9. 如果波蘭走廊歸還給德意志帝國，後者宣佈自己準備與波蘭安排人口交換，只要走廊的條件適合，即進行這種交換。
10. 波蘭在但澤港內所主張的任何特殊權利都應該以平等的基礎進行協商，以換取德國在格丁尼亞港的平等權利。
11. 為了避免雙方產生任何威脅或危險感，但澤和格丁尼亞從此將具有純粹的商業性質；即，這些地方都不應該配備軍事防禦或要塞。
12. 根據公投的結果，埃拉半島將被分配給波蘭或德國，無論如何，該半島也應該解除武裝。
13. 德國政府對波蘭人對待少數民族的方式提出最嚴重的控訴，而波蘭政府則認為自己有權對德國提出控訴，雙方同意對所有關於經濟和個人損害，以及其他恐怖主義行為的控訴進行調查。德國和波蘭承諾賠償自1918年以來在雙方所造成的任何經濟損失和其他不法行為；和／或撤銷所有沒收或以其他方式完全賠償這些和其他侵犯經濟生活的相關人士。
14. 為讓留在波蘭的德國人和留在德國的波蘭人擺脫被剝奪國際法利益之感，尤其是讓他們確信不會被迫參與或提供與他們的民族信念不相容的行動和服務，德國和波蘭互相同意通過最全面和有約束力的協議來保障他們各自的少數民族權利，目的是保證這些少數民族保留、自由發展和培養他們的民族風俗、習慣和傳統，特別是為這個目的，給予他們認為必要的組織形式。雙方承諾不將少數民族的成員徵召入伍。
15. 如果根據這些提議達成協議，德國和波蘭宣佈己方準備立即下令和執行他們各自武裝部隊的裁軍。
16. 為加快執行上述協議所需的任何額外措施，都應該由德國和波蘭互相協商[5]。

## 評論
1959年，歷史學家卡爾·迪特里希·埃德曼認為，波蘭在《凡爾賽條約》帶來的不利局面下，沒有對需要解決的問題做出合理的讓步。這使得它在面對德國對其主權和獨立的侵犯時，失去了道德上的優勢。相對地，歷史學家克勞斯·希爾德布蘭德指出，德國提出的談判只是為了安撫國內民眾的一個藉口。它早就決定要發動戰爭了。按照赫爾曼·格拉米爾的看法，16項要求根本不是談判的基礎，而是要讓它們談判「破裂」。彼得·隆格里奇也強調了16項條款的「純粹宣傳性質」，因為德國人在發動入侵之前，沒有讓波蘭或英國方面對其發表意見的機會。